# Paganese Calcio 1926 2009-2010
Questa pagina raccoglie le informazioni riguardanti la Paganese Calcio 1926 nelle competizioni ufficiali della stagione 2009-2010.

## Rosa
| N. |                    | Ruolo | Calciatore             |
| -- | ------------------ | ----- | ---------------------- |
|    | Italia (bandiera)  | D     | Michele Bacis          |
|    | Italia (bandiera)  | D     | Simone Berardi         |
|    | Italia (bandiera)  | D     | Ferdinando Castaldo    |
|    | Italia (bandiera)  | C     | Carmine Cuccinello     |
|    | Italia (bandiera)  | D     | Giovanni Esposito      |
|    | Italia (bandiera)  | A     | Pasquale Esposito      |
|    | Nigeria (bandiera) | A     | Ibekwe Kelechi Francis |
|    | Italia (bandiera)  | D     | Nello Gambi            |
|    | Italia (bandiera)  | A     | Antonio Giglio         |
|    | Brasile (bandiera) | D     | Edevaldo Grimaldi      |
|    | Italia (bandiera)  | D     | Giuseppe Ingrosso      |
|    | Italia (bandiera)  | C     | Pasquale Izzo          |
|    | Italia (bandiera)  | A     | Fabrizio Lasagna       |
|    | Italia (bandiera)  | C     | Gianluca Macrì         |
|    | Italia (bandiera)  | D     | Vincenzo Maisto        |

| N. |                    | Ruolo | Calciatore             |
| -- | ------------------ | ----- | ---------------------- |
|    | Italia (bandiera)  | C     | Emanuele Marzocchi     |
|    | Italia (bandiera)  | C     | Vincenzo Melillo       |
|    | Albania (bandiera) | C     | Ledian Memushaj        |
|    | Italia (bandiera)  | C     | Damiano Mitra          |
|    | Italia (bandiera)  | C     | Alessandro Monticciolo |
|    | Italia (bandiera)  | P     | Armando Pantanelli     |
|    | Italia (bandiera)  | C     | Manuele Panini         |
|    | Italia (bandiera)  | A     | Luigi Rana             |
|    | Italia (bandiera)  | P     | Giuseppe Saraò         |
|    | Italia (bandiera)  | C     | Claudio Sciannamè      |
|    | Italia (bandiera)  | A     | Loris Tortori          |
|    | Italia (bandiera)  | C     | Marco Tufano           |
|    | Italia (bandiera)  | C     | Carlo Vicedomini       |
|    | Italia (bandiera)  | A     | Keivan Zarineh         |